# Pomona (site maya)
Pour les articles homonymes, voir Pomona.
Pomoná est un site archéologique maya situé dans l'État de Tabasco, au Mexique. 